# Zach Brown
Zachary Brown (Columbia, 23 ottobre 1989) è un giocatore di football americano statunitense che gioca nel ruolo di linebacker per i Carolina cobras della National Arena League. Fu scelto nel corso del secondo giro (52º assoluto) del Draft NFL 2012 dai Tennessee Titans. Al college ha giocato a football a North Carolina.

## Carriera

### Tennessee Titans
Considerato uno dei miglior prospetti tra i linebacker disponibili nel Draft 2012, Brown fu scelto nel corso del secondo giro dai Titans. Nella sua stagione da rookie disputò tutte le 16 partite, 14 delle quali come titolare, mettendo a segno 93 tackle, 5,5 sack e 3 intercetti, due dei quali ritornati in touchdown nell'ultima gara della stagione regolare vinta contro i Jacksonville Jaguars.
I Titans 2013 aprirono la stagione battendo in trasferta i Pittsburgh Steelers con Brown che guidò la squadra con 8 tackle e 2 sack su Ben Roethlisberger. Altri 12 tackle li mise a segno la settimana successiva contro gli Houston Texans. La sua annata si concluse con 91 tackle, 4 sack e un intercetto.

### Buffalo Bills
Il 4 aprile 2016, Brown firmò un contratto annuale del valore di 1,25 milioni di dollari con i Buffalo Bills. Inizialmente era previsto dovesse essere la riserva dall'inside linebacker rookie Reggie Ragland ma questi si ruppe il legamento crociato anteriore durante il training camp e Brown prese il suo posto nella formazione titolare. Il 4 ottobre, Brown mise a segno un nuovo primato personale di 17 tackle nella vittoria per 16-0 sui New England Patriots, venendo premiato come miglior difensore della AFC della settimana. A fine stagione si classificò secondo nella NFL con 149 tackle dietro solamente a Bobby Wagner, oltre a 4 sack, 1 intercetto e 2 fumble forzati, venendo inserito nel Second-team All-Pro e convocato per il suo primo Pro Bowl al posto di Dont'a Hightower, impegnato con i Patriots nel Super Bowl LI.

### Washington Redskins
Il 3 aprile 2017, Brown firmò un contratto di un anno con i Washington Redskins.

### Philadelphia Eagles
Il 3 maggio 2019 Brown firmò un contratto di un anno con i Philadelphia Eagles.

## Palmarès
- Convocazioni al Pro Bowl: 1

2016
- Second-team All-Pro: 1

2016
- Difensore della AFC della settimana: 1

4ª del 2016